# Kranidi

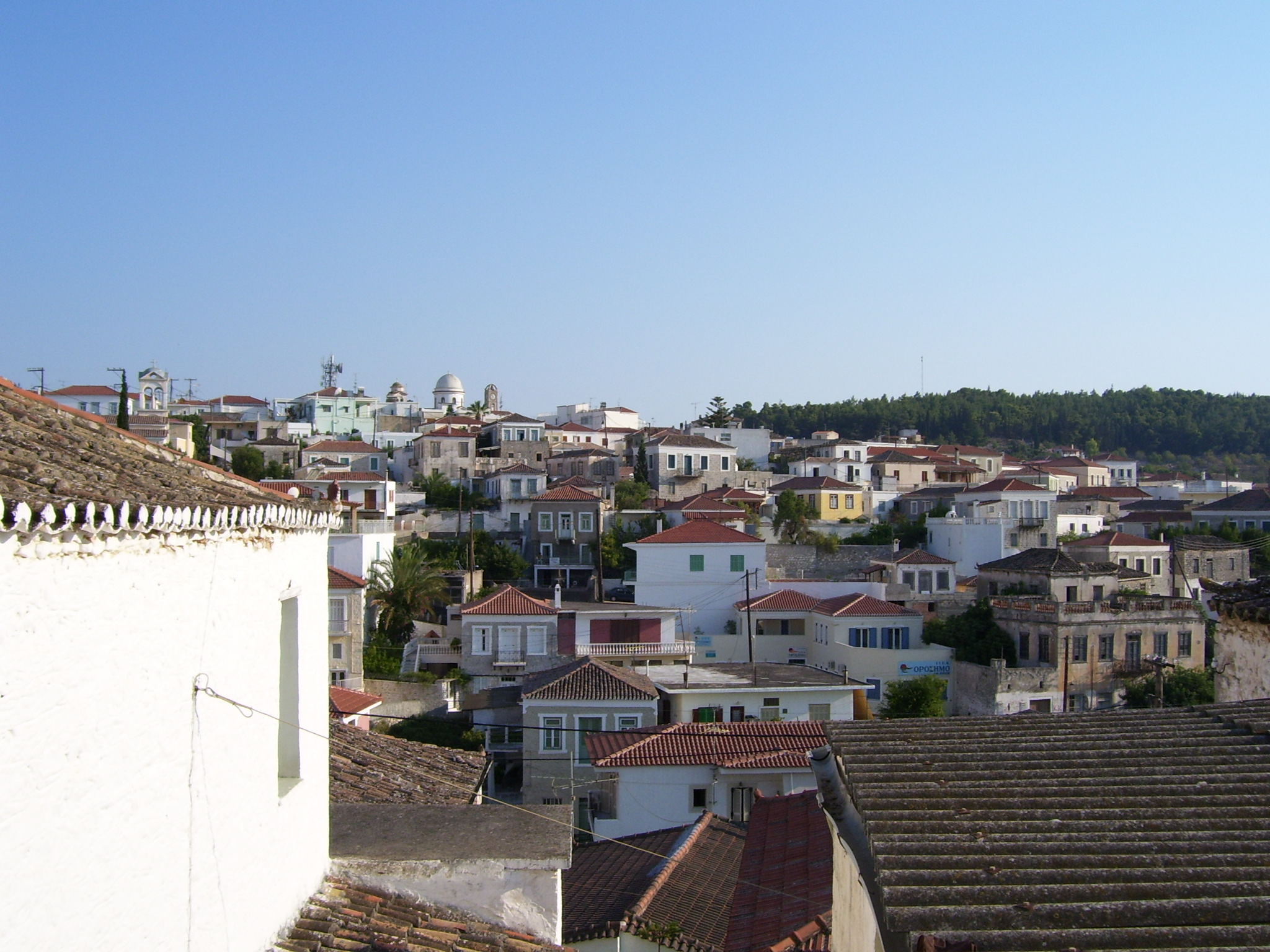
Ciudad de Kranidi.

Kranidi (en griego : Κρανίδι, Katharevousa : Κρανίδιον) es una ciudad y un antiguo municipio de Argólida, en la periferia de Peloponeso, Grecia. Desde la reforma administrativa de 2011 es parte del municipio Ermionida, del que constituye una unidad municipal. 
Algunos dicen que el nombre se deriva de la palabra «Koronida», mientras que otros afirman que es de la palabra «Kranaos», que significa «valle de piedras». Está situado en la parte oriental de Argólida, en el "dedo" más oriental de la península del Peloponeso. Está a 8 km al oeste de Ermioni, 28 km al sur de Epidauro y a 38 km al sureste de Nafplio.
Kranidi es conocida por ser el lugar de segunda residencia de varias celebridades prominentes, incluyendo a la pareja real rey holandés Guillermo Alejandro y la reina Máxima, el presidente ruso Vladímir Putin y el actor Sean Connery.
- Datos: Q743420
- Multimedia: Kranidi / Q743420